# Taji (köpinghuvudort i Kina, Jiangsu Sheng, lat 32,95, long 119,16)
Taji (kinesiska: 塔集, 塔集镇) är en köpinghuvudort i Kina. Den ligger i provinsen Jiangsu, i den östra delen av landet, omkring 100 kilometer norr om provinshuvudstaden Nanjing. Antalet invånare är 19 463. Befolkningen består av 10 238 kvinnor och 9 225 män. Barn under 15 år utgör 9,0 %, vuxna 15-64 år 70 %, och äldre över 65 år 19,0 %.
Runt Taji är det tätbefolkat, med 511 invånare per kvadratkilometer. Närmaste större samhälle är Jinnan, 11,1 km väster om Taji. Trakten runt Taji består till största delen av jordbruksmark.
Genomsnittlig årsnederbörd är 1 294 millimeter. Den regnigaste månaden är juli, med i genomsnitt 289 mm nederbörd, och den torraste är december, med 30 mm nederbörd.